# Teatro de la Sijudad
Teatro de la Sijudad (шп. Teatro de la Ciudad) odnosno Gradsko pozorište je ustanova kulture u Meksiku Sitiju. Pozorište je osnovano 1918. godine pod nazivom Teatro Esperansta Iris. Nalazi se u istorijskoj četvrti grada u ulici Donkeles 36. Pozorište predstavlja važan kulturni centar za razne manifestacije.

## Teatro Esperansta Iris
Sadašnja zgrada pozorišta izgrađena je 1918. godine na mestu prethodno porušenog Pozorišta Sikotenkatl. Prvobitno je nosilo naziv Pozorište Esperansa Iris, po čuvenoj meksičkoj divi Mariji Esperansi Bofill Ferrer. Marija je bila operska pevačica poreklom iz Viljaermosa, grada u Meksiku u saveznoj državi Tabasko. Bila je veoma popularna u Meksiko Sitiju, Havani i Madridu. Bila je čest gost na američkim turnejama. Njena najpoznatija dela su La viuda alegre, El conde de Luxemburgo i La princesa del dólar. Početkom XX veka, često je imala epizodne uloge u filmovima na španskom jeziku.
Marija je bila jedan od tutora pozorišta. Deo novca zarađenih od turneja poklonila je za razvoj pozorišta. Arhitekte Kapetilo Servin i Federiko Mariskal gradili su pozorište po uzoru na čuvenu opersku kuću, Milansku skalu, u Italiji.  Pozorište je otvoreno 25. maja 1918. godine, dva dana nakon što se meksička pevačica vratila sa južnoameričke turneje. Pored mnogobrojnih zvanica i javnih ličnosti, svečanom otvaranju prisustvovali su predsednik Meksika Venustijano Karanza Garza i njegov kabinet. Tom prilikom premijerno je prikazana predstava La Duquesa del Bal-Tabarín, a Iris je i sama otpevala nekoliko muzičkih brojeva. Pozorište je ubrzo nakon otvaranja postalo najvažnije kulturno mesto u gradu i taj status je zadržao sve do otvaranja Palate lepe umetnosti (Palacio de Bellas Artes )1930-ih godina. Uprkos ratnim dešavanjima, Marija je ulagala velike napore da održi pozorište. Koristila je svoj ugled i uticaj da privuče mnogobrojne zvezde uključujući i italijanskog tenora Enrika Karuza i rusku igračicu klasičnog baleta Anu Pavlovu.

## Gradsko pozorište
Marija Iris je jedno vreme svog života provela stanujući u foajeu pozorišta, gde je imala i privatnu ložu sa koje je mogla da prati predstave u kojima nije učestvovala. Međutim, nakon što je Marija umrla 1962. godine, pozorište je praktično napušteno. Godine 1976. pozorište prelazi u ruke grada koje mu menja ime u Gradsko pozorište i koristi ga za promociju kulturnih događaja.

Prvobitni napor da pozorište adaptira, prekinuo je veliki požar izazvan paljenjem električne instalacije. Veliki deo zgrade je potpuno uništen i pozorište je ostalo napuštenom stanju sve do 1999. godine kada su napravljeni prvi pomaci u revitalizaciji objekta. U naredne tri godine pozorište je kompletno renovirano i adaptirano. Uklonjeni su neki akustični problemi i oprema je modernizovana.
Godine 2008. grad je vratio pozorištu ime Esperansa Iris. U XXI veku, pozorište služi za koncerte i umetničke prezentacije autora iz Meksika i drugih zemalja. Neki od njih su Pablom Milanse, Nacionalni balet Kube, Beti Pekdanins, Lila Dovns i Alberto Kortez. U maju 2010. godine, pozorište je proslavilo svoju 92. godišnjicu postojanja uz izvođenje tradicoinalne rođendanske pesme Las Manjanitas. Ova proslava bila je deo meksičkih javnih proslava 200. godišnjice od državne nezavisnosti i 100. godišnjice od Meksičke revolucije.

## Spoljašnje veze
- Página principal del Teatro de la Ciudad de México
- Historia del teatro en la web de la Secretaría de Cultura de la Ciudad de México